# Ángela (telenovela)
Ángela es una telenovela mexicana producida por José Alberto Castro para Televisa. Fue emitida entre los años 1998 y 1999 y está protagonizada por Angélica Rivera y Juan Soler y con las participaciones antagónicas de Patricia Navidad, Juan Peláez, Joana Benedek, Yolanda Ciani, Harry Geithner y José María Yazpik. También cuenta con las actuaciones estelares de los primeros actores Jacqueline Andere, Ignacio López Tarso, Aurora Molina y Ana Bertha Lepe.

## Argumento
Ángela Bellati es una joven maestra de escuela, encantadora y muy hermosa, que vive en el pueblo costero de El Rosario (Alvarado) en Veracruz junto a su madre enferma, Delia Bellati Roldán, y Francisca, la fiel nana que es para Ángela como una segunda madre. El novio de Ángela es Julián Arizpe, un forastero al que ella cree un hombre honesto, pero en realidad es un mujeriego que la engaña con Ximena Chávez, la mejor amiga de Ángela.
Ángela discute constantemente con su madre debido a que ella está empeñada en que no haga su vida con un hombre, pues no quiere que sufra lo mismo que ella sufrió en el pasado, cuando el padre de Ángela la abandonó por otra mujer. Aunque Ángela está decidida a hacer su vida con Julián así tenga que ir en contra de su madre, las circunstancias cambian de manera radical cuando finalmente descubre a Julián y Ximena juntos. 
Mientras tanto, la enfermedad de Delia empeora y es ingresada en el hospital. Sabiendo que está a punto de morir, hace jurar a Ángela que no se dejará humillar nunca, y con su último aliento maldice a la mujer que le robó el amor del padre de Ángela: Emilia Santillana Roldán, su prima hermana. Al escuchar finalmente el nombre que Delia siempre se negó a revelarle, Ángela jura que no descansará hasta encontrar a su tía y hacerla pagar por haber destrozado la vida de su madre. 
Emilia Santillana Roldán es una mujer bella y distinguida que reside en la ciudad de San Miguel de Allende, y a base de trabajo duro y constancia se ha ganado una alta posición y ahora es dueña de una fábrica y varias minas. Ángela llega a la ciudad, y con la venganza en mente se presenta en la empresa de Emilia Santillana Roldán en busca de empleo. Yolanda Rivas, la mano derecha de Emilia, se maravilla con el carácter perseverante y aparentemente dulce de la muchacha, y compadecida, convence a Emilia de que la contrate. Poco a poco, Ángela se va ganando su confianza.
En San Miguel de Allende también vive Mariano Bautista Solorzano, un joven ingeniero que trabaja en la mina de plata "La Soledad", propiedad de Emilia y de Don Feliciano Villanueva, un anciano que se vio obligado a venderle una parte de su mina a Emilia para que no tuviera que cerrarla por problemas económicos. Ángela es designada para trabajar en la mina como representante de Emilia Santillana, y aunque la relación con Mariano empieza de forma hostil, poco a poco los dos se van conociendo y acaban por enamorarse. 
La felicidad parece por fin al alcance de la mano de Ángela después de tantas amargas experiencias, pero el juramento que le hizo a su madre la une a su destino, y ella, sin quererlo, desatará un torbellino de dolor y sufrimiento que deberá sortear para encontrar la paz y la felicidad.

## Elenco
- Angélica Rivera - Ángela Bellati / Ángela Bernal
- Juan Soler - Mariano Bautista Solórzano
- Jacqueline Andere - Emilia Santillana Roldán
- Ignacio López Tarso - Don Feliciano Villanueva
- Juan Peláez - Humberto Gallardo
- Patricia Navidad - Ximena Chávez
- Aurora Molina - Francisca Osuna
- Ana Bertha Lepe - Lorenza Chávez
- Olivia Bucio - Yolanda Rivas
- José Elías Moreno - Padre Martín Villanueva
- Ana Martín - Delia Bellati Roldán
- Ernesto Godoy - Bruno Lizárraga Miranda
- Rosángela Balbó - Esther Miranda Parra de Lizárraga
- Arsenio Campos - Óscar Lizárraga
- Joana Benedek - Catalina Lizárraga Miranda
- Yolanda Ciani - Hortensia Solórzano Mateos de Bautista
- Rossana San Juan - Susana Chávez
- Eduardo Rivera - Emeterio González
- Luz María Zetina - Diana Gallardo Santillana
- José María Yazpik - René Bautista Solórzano
- Harry Geithner - Julián Arizpe
- Gerardo Albarrán - Claudio Zazueta
- Rocío Gallardo - Clara García
- Manuel "Flaco" Ibáñez - Don Ramiro
- Carlos Bracho - Salvador Bautista
- Manuel Benítez - Teniente Ramos
- René Casados - Alfonso Molina
- Isaura Espinoza - Norma de Molina
- Lolita Ríos - Guadalupe "Lupita" García
- Natasha Dupeyrón - María Molina
- Andrea Riquelme - Graciela
- Fernanda Reto - Irma Rodríguez
- Vicente Herrera - Reynaldo
- Marina Marín - Directora Guadalupe Armenta
- Roberto Porter - Simón
- Grettell Valdez - Eloísa
- Pilar Escalante - Maestra Lola
- Isaac Castro - Luis
- Lourdes Jáuregui - Delia Bellati Roldán (joven)
- Orlando Miguel - Pedro Solórzano Mateos

## Equipo de producción
- Historia original - Cuauhtémoc Blanco, María del Carmen Peña
- Tema de entrada - Alguna vez
- Letra y música - Kike Santander
- Intérprete - Cristián Castro
- Escenografía - Germán Paredes, Ricardo Navarrete
- Ambientación - Sandra Cortés, Claudia Rodríguez
- Diseño de vestuario - Gabriela Cuéllar, Martha Leticia Rivera, Ana Laura Avendaño
- Edición literaria - Begoña Fernández, Ricardo Fiallega
- Editores - Juan Ordóñez, Héctor Flores, Alejandro Iglesias
- Coordinación artística - Georgina Ramos
- Jefes de producción - Marco Antonio Cano, Raúl Reyes Uicab
- Director de cámaras en portátil - Ernesto Arreola
- Director de diálogos - Salvador Sánchez
- Director de cámaras y escena - Roberto Gómez Fernández
- Productor asociado - Fausto Sáinz
- Producción - José Alberto Castro